# Pál Szekeres
Pál Szekeres (Budapeste, 22 de setembro de 1964) é um ex-esgrimista húngaro. Medalhista de bronze nos Jogos Olímpicos de Seul, em 1988, ele ficou paraplégico após sofrer um acidente de ônibus em 1991. A partir de então, passou a competir na esgrima paralímpica, conquistando 6 medalhas, sendo 3 de ouro, em 5 edições dos Jogos Paralímpicos. Com isso, ele é o único atleta medalhado tanto nos Jogos Olímpicos quanto nos Jogos Paralímpicos.

## Carreira
Szekeres representou a Hungria nos Jogos Olímpicos de Seul, em 1988, e conquistou a medalha de bronze no florete por equipes, ao lado de Zsolt Érsek, István Szelei, István Busa e Róbert Gátai.
Em 1991 sofreu um acidente de ônibus e perdeu os movimentos dos membros inferiores, passando a utilizar uma cadeira de rodas. No ano seguinte, Szekeres já participava dos Jogos Paraolímpicos de 1992, em Barcelona.
Atleta paraolímpico mais bem-sucedido de seu país, ele ganhou a medalha de ouro no florete em Barcelona. Nas edições seguintes, obteve duas medalhas ouro nos Jogos de 1996, em Atlanta, e medalhas de bronze em Sydney 2000, Atenas 2004 e Pequim 2008.
Fora dos Jogos Paraolímpicos, Szekeres participou da Copa do Mundo de Esgrima em Cadeira de Rodas em 2006, ganhando uma medalha de bronze no evento do sabre individual. Ele também foi campeão europeu, também na prova de sabre individual em 2007.